# Émile Friant

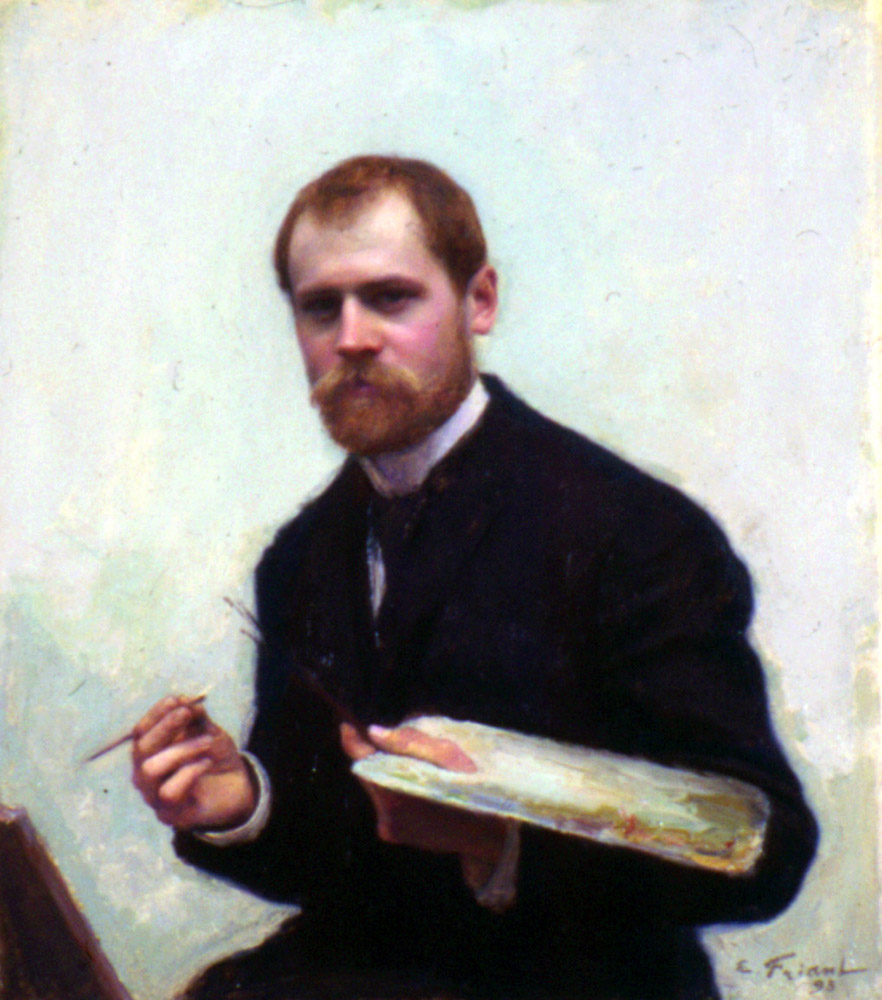
Autorretrat, 1893

Émile Friant (16 d'abril de 1863 - 6 de juny de 1932) va ser un pintor realista francès, que va ser professor d'art de l'École des Beaux-Arts de París. Friant va néixer a Dieuze. Les seves obres van ser exposades al Saló de París. El 1931 va ser guardonat amb la Legió d'Honor. També va ser membre de l'Institut de França.

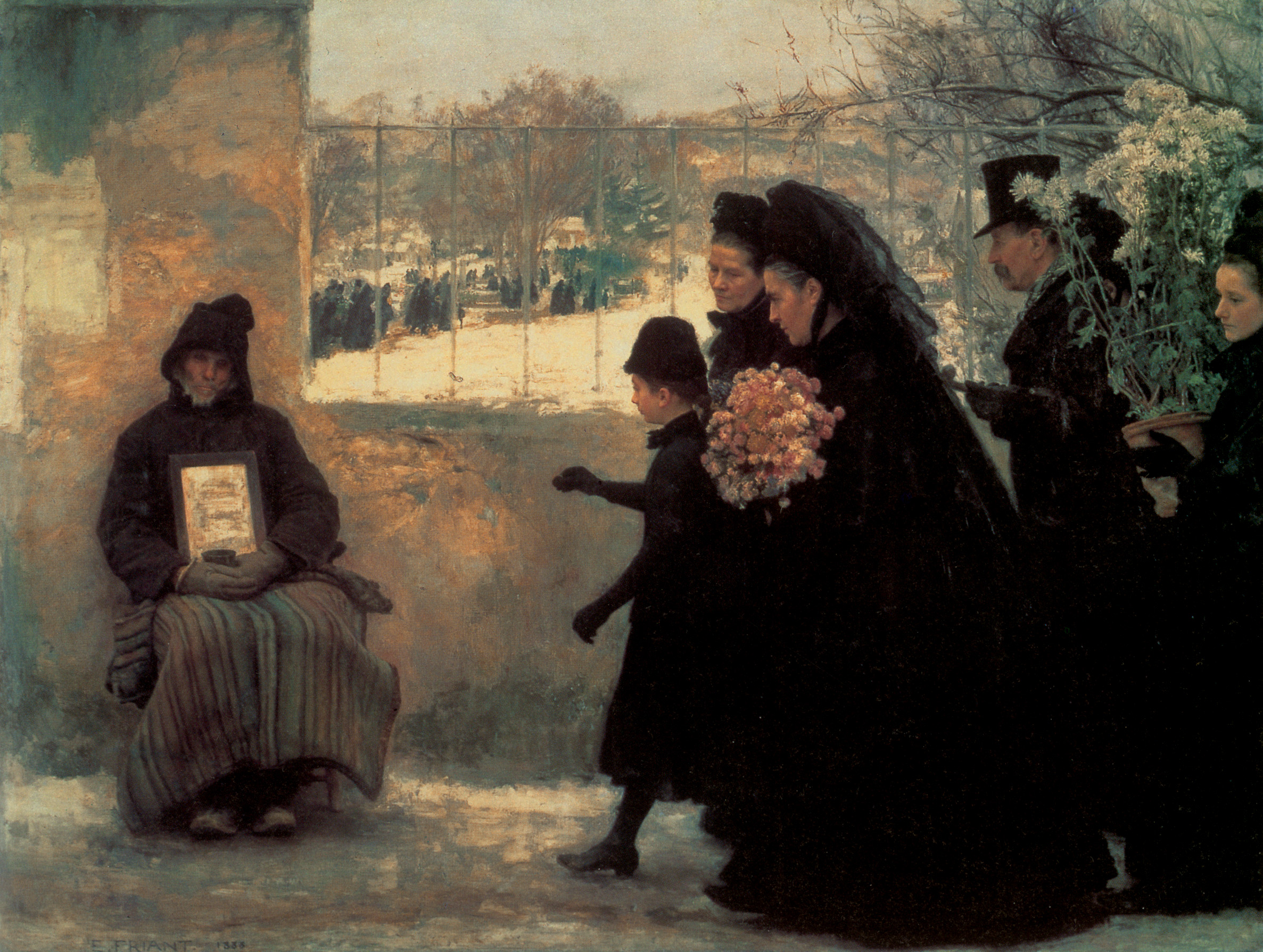
Tots Sants, 1888

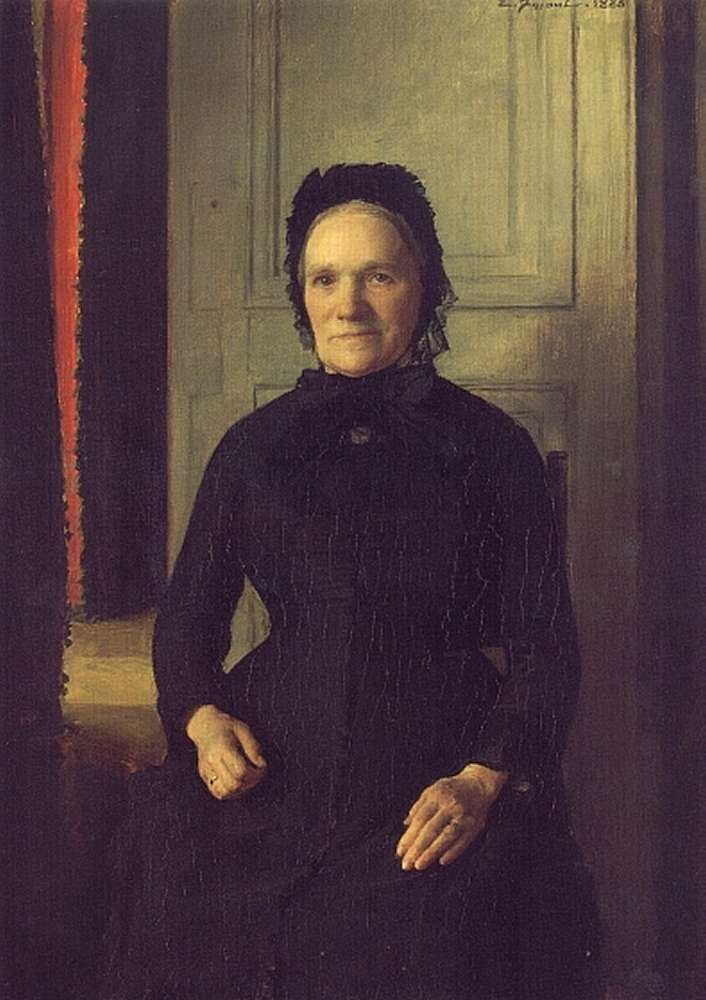
Retrat de Madame Coquelin Mere

## Obres
- Un étudiant, (1885) musée des Beaux-Arts de Nancy.
- La Toussaint, (1886) musée des Beaux-Arts de Nancy.
- La douleur, (1898) musée des Beaux-Arts de Nancy.
- Les amoureux, musée des Beaux-Arts de Nancy.
- La discussion politique, Col·lecció privada.
- La lutte, (1889) Musée Fabre Montpeller.
- l'expiation, (1909) Col·lecció privada.
- Portrait de madame Coquelin Mère, Col·lecció privada.
- Tendresse maternel, Col·lecció privada.
- Portrait de Madame Petitjean, Col·lecció privada.
- La visite au studio (1906), Col·lecció privada.
- L'Expiation, (1908), Col·lecció privada.
- Autoportrait, Col·lecció privada.
- Portrait d'Albert Jasson (1911), musée des Beaux-Arts de Nancy.